# Hanuman

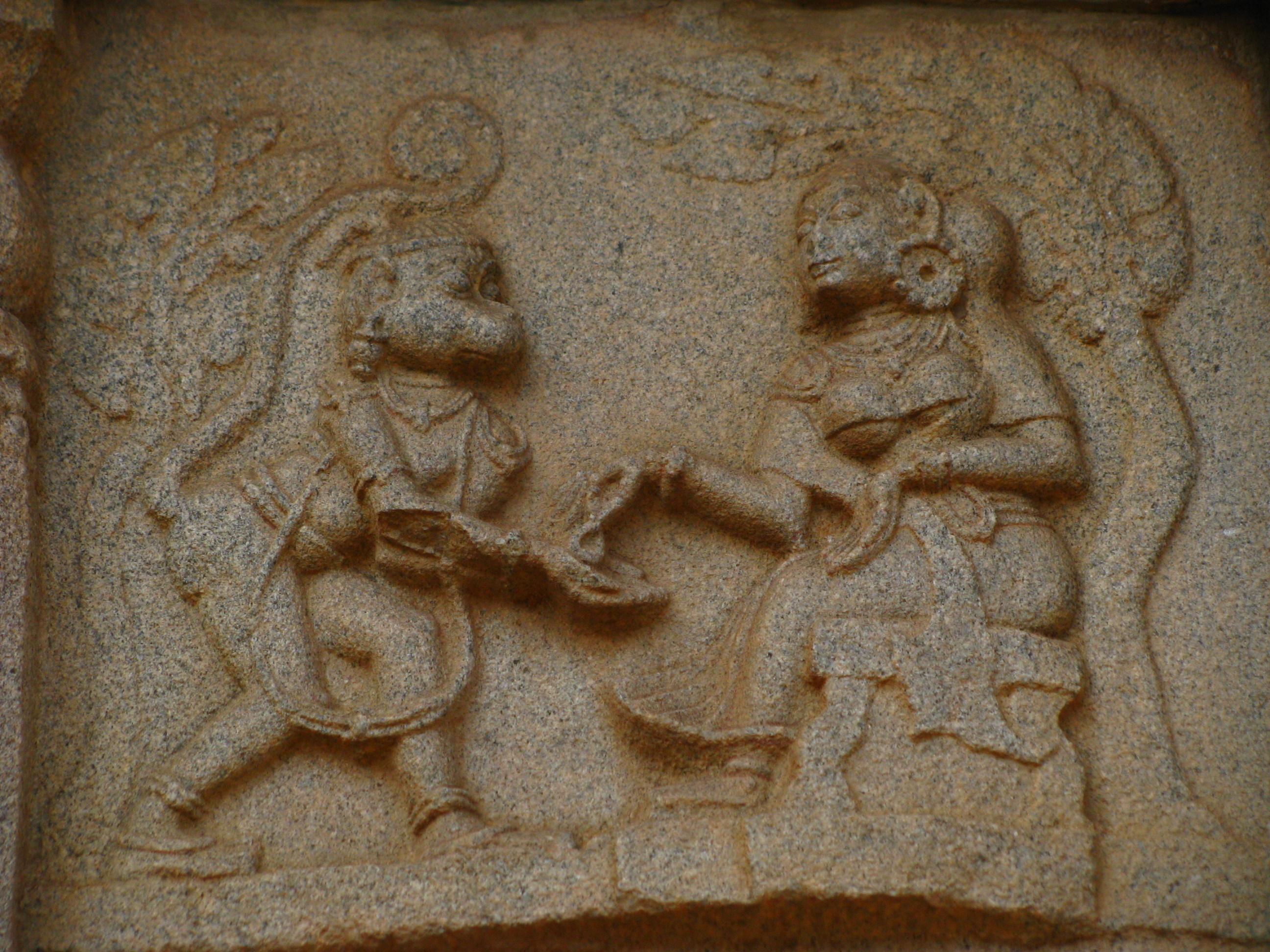
Hanuman zabierający pierścień Sity

Hanuman (dewanagari हनुमान, trl. hanumān) – w hinduizmie minister Sugriwy, króla małp, oddany sługa Ramy.  Bohater Ramajany, brał udział w wojnie z demonem Rawaną wywołanej uprowadzeniem na Sri Lankę Sity, żony Ramy.
Jego wizerunek widniał na fladze wetkniętej w rydwan Kryszny i Ardźuny  (gwarantuje zwycięstwo, wanara).

## Formy kultowe

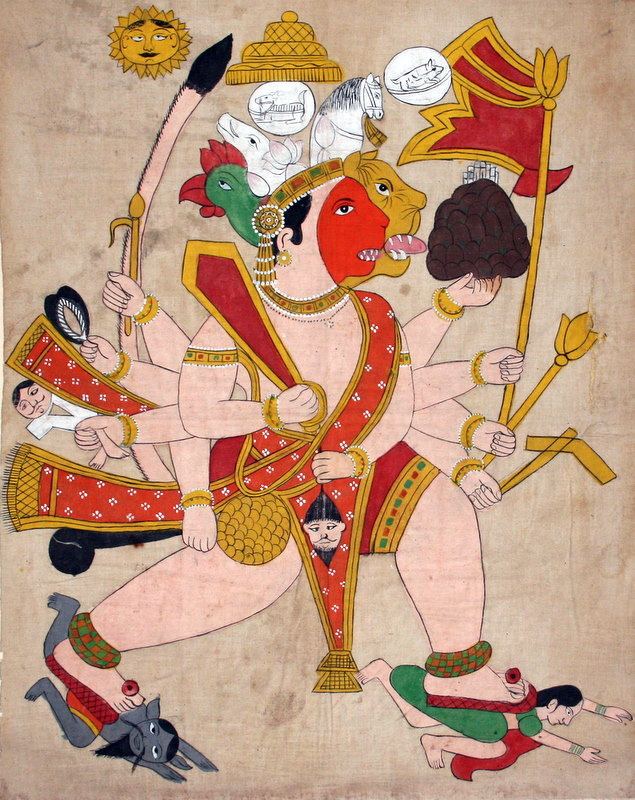
Hanuman o pięciu głowach

- Pańćamukhahanuman, Hanuman o pięciu głowach. Syntetyczna forma, na którą złożyły się bóstwa:

1. Waraha,
2. Garuda,
3. Ańdźaneja,
4. Narasinha,
5. Hajagriwa.

- Formą Hanumana jest postać  o imieniu Hanubhajrawa[2].